# Оборотов, Василий Ильич
Васи́лий Ильи́ч Оборо́тов (8 апреля 1902 — 25 октября 1970) — советский хозяйственный, государственный и политический деятель.

## Биография
Родился 8 апреля 1902 года в селе Лавы Воронецкой волости Елецкого уезда Орловской губернии (ныне — Елецком районе Липецкой области) в семье крестьянина.
Окончив школу, в 1917—1919 гг. работал учеником слесаря, а потом слесарем в паровозном депо «Лев Толстой» Рязано-Уральской железной дороги.
Член ВКП(б) с 1918 года. Участник Гражданской войны.
С 1919 по 1931 гг. работал в органах ОГПУ (агент, старший агент, уполномоченный ВЧК, старший уполномоченный) в городах Барнаул, Омск, Новосибирск, Томск, Тайга, Красноярск, был начальником отдела ОГПУ в Иркутске. В 1930 году окончил шестимесячные курсы ОГПУ в Москве.
В 1931—1936 гг. работал на Томской железной дороге в разных должностях: начальником Тайгинского эксплуатационного отделения, начальником грузовой службы дороги, начальником Новосибирского отделения. В 1936—1937 гг. — начальник грузовой службы Томской железной дороги. В 1937—1938 гг. — начальник Новосибирского отделения службы движения Томской железной дороги.
В 1932—1934 гг. окончил два курса ФОНа при Томском институте инженеров железнодорожного транспорта.
Май-август 1938 года — врио заместителя начальника Томской железной дороги.
В 1938—1940 гг. — начальник Пермской железной дороги имени Л. М. Кагановича.
Март-сентябрь 1940 года — заместитель начальника лесного треста НКПС. В 1940—1941 гг. — начальник треста Трансшпалопропит НКПС. В 1941—1942 гг. — заместитель начальника, начальник Грузового управления НКПС г. Москвы.
Март-август 1942 года — начальник Московско-Донбасской железной дороги.
В 1942—1943 гг. — начальник Ашхабадской железной дороги.
Приказом НКПС № 33 от 6 февраля 1943 года назначен начальником Томской железной дороги. Возглавлял дорогу по декабрь 1944 года.
В 1945—1947 гг. — первый заместитель начальника Свердловской железной дороги. В 1947—1956 гг. — начальник Свердловской железной дороги.
В 1956—1961 гг. — начальник Молдавской железной дороги.
Избирался депутатом Верховного Совета СССР 4-го созыва.
Награжден орденами Ленина, «Знак Почета», медалями «За оборону Москвы», Медаль «За победу над Германией в Великой Отечественной войне 1941—1945 гг.», значком «Почетному железнодорожнику».
Скончался 25 октября 1970 года.